# Groote Wielen
Groote Wielen este o arie protejată (arie specială de conservare — SAC, sit de importanță comunitară — SCI, arie de protecție specială avifaunistică — SPA) din Țările de Jos întinsă pe o suprafață de 604 ha, integral pe uscat.

## Localizare
Centrul sitului Groote Wielen este situat la coordonatele 53°13′36″N 5°52′44″E / 53.2266°N 5.8788°E.

## Înființare
Situl Groote Wielen a fost declarat arie de protecție specială avifaunistică în martie 2000 pentru a proteja 12 specii de animale. Alte tipuri de protecție:
- sit de importanță comunitară (în august 2002)
- arie specială de conservare (în martie 2011)[2][4][5]

## Biodiversitate
Situată în ecoregiunea atlantică, aria protejată nu include niciun habitat protejat.
La baza desemnării sitului se află mai multe specii protejate:
- păsări (7): lăcar-de-rogoz (Acrocephalus schoenobaenus), rață fluierătoare (Anas penelope), gârliță mare (Anser albifrons), Branta leucopsis, sitar de mâl (Limosa limosa), bătăuș (Philomachus pugnax), cresteț pestriț (Porzana porzana)
- mamifere (2): Microtus oeconomus arenicola, liliac de iaz (Myotis dasycneme)
- pești (3): zvârluga (Cobitis taenia), zglăvoacă (Cottus gobio), boarță (Rhodeus amarus)